# 大林新星和不動産
大林新星和不動産株式会社（おおばやししんせいわふどうさん）は、東京都千代田区にある不動産会社。大林組系列の不動産会社である大林不動産株式会社と、日本生命系列の不動産会社であった新星和不動産株式会社が合併して発足した。

## 沿革

### 大林不動産
- 1955年（昭和30年）- 浪速土地株式会社を設立。同年、大林不動産株式会社に商号変更。

### 新星和不動産
- 1953年（昭和28年）- 日本不動産株式会社設立
- 1960年（昭和35年）- 日生土地建物株式会社に商号変更
- 1969年（昭和44年）- 日生土地株式会社に商号変更
- 1974年（昭和49年）- 日生住宅と日生土地が合併し、日生土地住宅株式会社に商号変更。
- 1975年（昭和50年）- 星和住宅株式会社に商号変更
- 1987年（昭和62年）- 星和住宅株式会社・星和地所株式会社・新星開発株式会社が合併し、新星和不動産株式会社設立。
- 2011年（平成23年）- 主要株主の異動により大林組の完全子会社となる。

### 大林新星和不動産
- 2014年（平成26年）- 大林不動産と新星和不動産が合併し、大林新星和不動産株式会社に商号変更。

## 開発ニュータウン

### 関東地区
- 羽根野台（茨城県取手市、134区画）
- 浦和（埼玉県さいたま市浦和区、173区画）
- 大宮大谷（埼玉県さいたま市見沼区、168区画）
- 星和せんげん台（埼玉県越谷市、384区画）
- さやま台（埼玉県狭山市、292区画）
- 志木（埼玉県志木市、180区画）
- 若葉台（埼玉県鶴ヶ島市、431区画）
- もろやま台（埼玉県入間郡毛呂山町、146区画）
- とけ（千葉県千葉市緑区、530区画）
- 都賀の台（千葉県千葉市若葉区、1,300区画）
- 豊里ニュータウン（千葉県銚子市、681区画）
- 江戸川台（千葉県流山市、301区画）
- 北習志野（千葉県船橋市、223区画）
- コスモアベニュープラネ松戸常盤平（千葉県松戸市、21区画）
- さちが丘（千葉県四街道市、141区画）
- つくし座（千葉県四街道市、137区画）
- 印旛郡学園ウイングヒル（千葉県印旛郡、641区画）
- 成東（千葉県山武市、241区画）
- 星和竜角寺台（千葉県印旛郡、1,700区画）
- 北野台（東京都八王子市、818区画）
- 平山城址（東京都八王子市、169区画）
- ひばりヶ丘（東京都東久留米市、248区画）
- 多摩みなみが丘（東京都日野市、33区画）
- ウェアグローヴ武蔵野の森（東京都府中市、88区画）
- プラウドシーズン府中武蔵野（東京都府中市、97区画）
- すすき野（神奈川県横浜市青葉区、194区画）
- 新大船上郷台（神奈川県横浜市栄区、300区画）
- 百合ヶ丘（神奈川県川崎市麻生区、217区画）
- 七里ヶ浜（神奈川県鎌倉市、175区画）
- 西鎌倉（神奈川県鎌倉市、172区画）
- 湘南野比（神奈川県横須賀市、168区画）

### 関西地区
- 芦屋星和台（兵庫県芦屋市、112区画）
- 花屋敷（兵庫県川西市、117区画）
- 橿原五条野（奈良県橿原市、210区画）
- 貴望丘（大阪府河内長野市、622区画）
- 桔梗ヶ丘（三重県名張市、218区画）
- 鼓ヶ滝（兵庫県川西市、162区画）
- 御殿山（大阪府枚方市、404区画）
- 交野（大阪府交野市、116区画）
- 香芝南（奈良県香芝市、127区画）
- 阪急日生ニュータウン（兵庫県川西市・猪名川町、5,700区画、1975年)
- 三国ヶ丘（堺市北区、183区画）
- 初芝（堺市東区、181区画）
- 上松台（大阪府岸和田市、271区画）
- 星和タウン長尾（大阪府枚方市、102区画）
- 生駒星和台（奈良県生駒市、142区画）
- 西宮北六甲台（兵庫県西宮市、662区画）
- 大和小泉（奈良県大和郡山市、110区画）
- 長岡台（京都府長岡京市、209区画）
- 長尾台（大阪府枚方市、526区画）
- 長野南（大阪府河内長野市、580区画）
- 長野楠台（大阪府河内長野市、783区画）
- 東登美ヶ丘（奈良県奈良市、350区画）
- 藤ノ木台（奈良県奈良市、383区画）
- 日生鈴蘭台ニュータウン（神戸市北区、2,673区画、1971年)
- 梅ヶ園（大阪府藤井寺市、144区画）
- 八千代台（三重県四日市市、437区画）
- 不動ヶ丘（大阪府富田林市、256区画）
- 富田林東（大阪府富田林市、297区画）
- 宝塚中山台（兵庫県宝塚市、103区画）
- プラネシーン中山
- 北神星和台（神戸市北区、2,300区画、1987年)
- 野間（兵庫県伊丹市、105区画）

## 外部認証
- オーク表参道の屋上庭園は、第三者認証としてJHEP認証を受けている。